# Charles Joseph Evers
Pour les articles homonymes, voir Evers.
Charles Joseph Evers, né le 8 mai 1773 à Bruxelles et mort le 9 août 1818 à Namur, en Belgique, est un général belge de la Révolution et de l’Empire, ainsi que du Royaume-uni des Pays-Bas.

## Biographie
Evers nait dans une famille bruxelloise. Deux de ses frères dont s'engagent dans les armées napoléoniennes : Pierre Evers, l'aîné, meurt à Hambourg et son cadet, Napoléon Evers, à Samarang. Il est l'oncle du général et révolutionnaire belge Charles-Joseph Pletinckx, dont il fera son héritier à sa mort.
Evers entre en service le 27 septembre 1787, à quatorze ans, dans un régiment de dragons volontaires mis sur pied par le général Vanderhaegen pour les États de Brabant où se concentrent les mécontentements à l'encontre de la politique de l'empereur Joseph II. Evers devient sergent au 1er bataillon de chasseurs à pied de l’armée hanovrienne le 4 septembre 1788. Il rejoint le général Jean-André van der Mersch à Breda au début de la révolution brabançonne et participe à la bataille de Turnhout le 27 octobre 1789, où l'armée autrichienne est défaite par les révolutionnaires belges. À la suite de cette bataille, les États belgiques unis sont proclamés en janvier 1790. Evers est nommé sous-lieutenant au régiment de dragons de Namur le 2 mars 1790. 

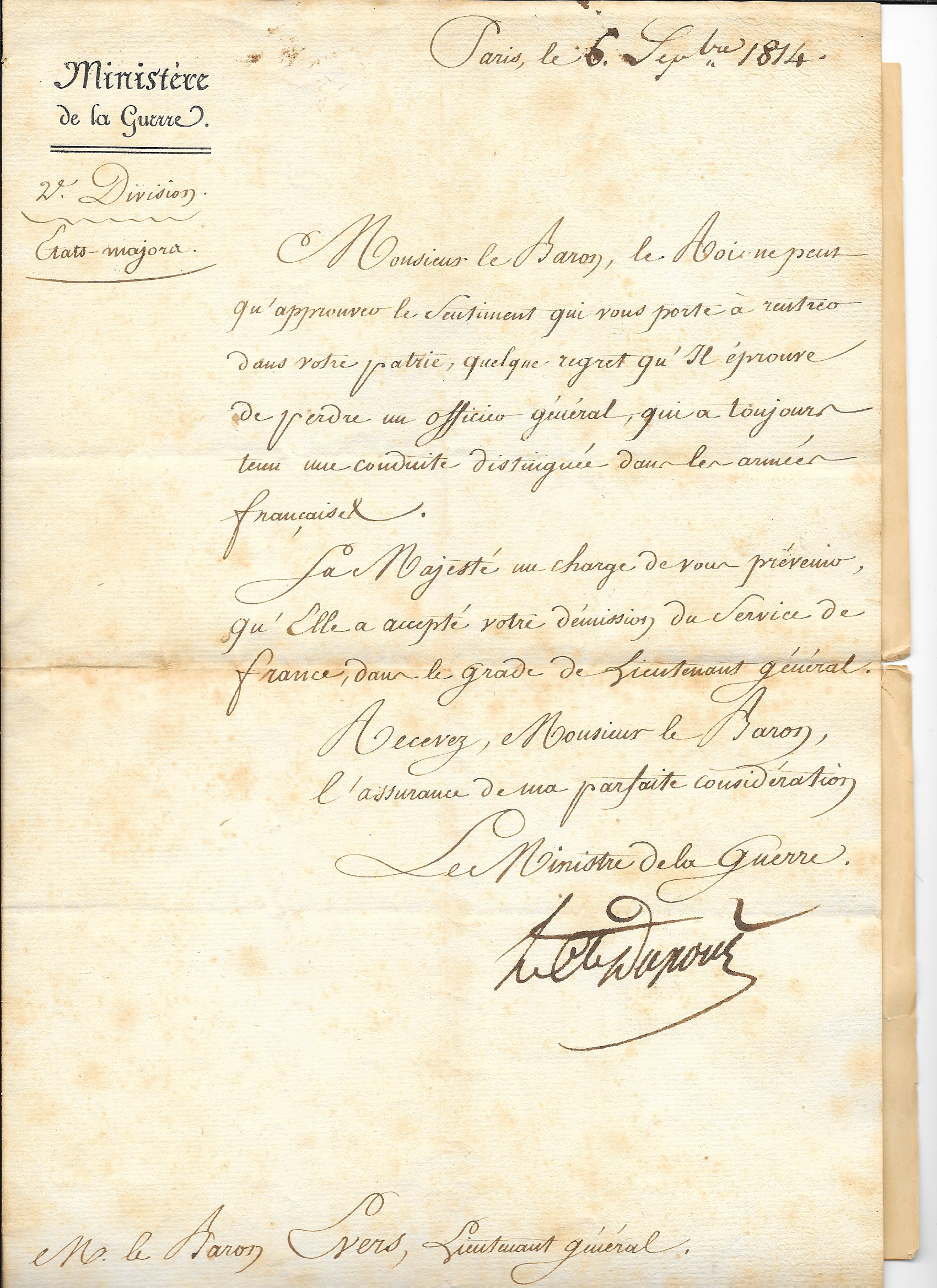
Approbation de la démission du lieutenant général Charles Joseph Evers par Pierre Dupont de l'Étang, Ministre de la Guerre.

Les troupes autrichiennes reconquièrent rapidement le pays à la suite de la bataille de Falmagne. La province de Namur capitule le 27 novembre et Bruxelles se rend le 2 décembre. Comme de nombreux révolutionnaires belges, Evers se réfugie alors en France. Il rentre au service de la France dans la légion belge et liégeoise avec le grade de lieutenant le 15 juillet 1792 puis au 1er bataillon de chasseurs belges et il est fait capitaine au 2e régiment de chasseurs belges le 1er septembre suivant. Il sert à l’armée du Nord de 1792 à 1796. Le 6 septembre 1792, ayant reçu l’ordre de traverser la Lys à la nage, il est blessé d’un coup de sabre à la tête et d’un coup de feu à la jambe droite. Le 1er septembre 1793, il est fait chef d’escadron au 17e régiment de chasseurs à cheval, puis il rejoint comme adjoint le 5e régiment de hussards le 22 février 1795 et fait la guerre aux armées de Sambre-et-Meuse, Rhin-et-Moselle, du Danube et du Rhin, jusqu’à la paix de Lunéville le 9 février 1801.
Le 21 mars 1800, faisant partie de l’avant-garde du général Jourdan, il charge l’ennemi et lui fait 300 prisonniers, et le 29 mars lors de la retraite de l’armée française, il fait prisonnier un chef d’escadron du régiment de Cobourg-Dragons. Titularisé le 2 mai 1799 au 5e régiment de hussards, il se trouve le 3 mai 1800 à la bataille d'Engen, où il force la position ennemi près de Saint-Blaise, prend trois pièces de canon et fait 80 prisonniers. Le 5 juin 1800, avec 50 hommes, il fait mettre bas les armes à un bataillon de Valaques, dont il fait prisonnier le major, et dans la même campagne, à Gallenzeck, à la tête de trois escadrons, il culbute l’ennemi et lui enlève tous ses bagages. Le 19 décembre 1800, il repousse deux bataillons britanniques et est mis à bas de son cheval par un coup de feu. À la fin de la campagne, le général en chef Moreau demande pour lui une arme d’honneur.
Envoyé en Hanovre au début de l’an XI, il est nommé colonel provisoire par le général en chef Mortier le 14 octobre 1803 au régiment de chasseurs à cheval de la légion hanovrienne, grade confirmé par arrêté le 14 mai 1804. Il est fait chevalier de la Légion d’honneur le 14 juin de la même année. En 1805, il est affecté à l’armée d’Italie, puis en 1806 à celle de Naples, avant d’être transféré à l’armée d’Espagne en 1808 jusqu’en avril 1810, date de son retour en France pour raison de santé. Il est promu général de brigade le 31 mars 1812, commandant de l’île de Gorée et de la 17e division militaire. Au mois de septembre 1812, il fait la campagne en Russie au sein du corps de cavalerie de réserve de la Grande Armée. Nommé verbalement officier de la Légion d’honneur par l’Empereur lors de la retraite en octobre, cette promotion n'est pas confirmée. Il est toutefois fait baron d'empire par Napoléon. Resté malade à Königsberg, il est fait prisonnier le 5 janvier 1813, lors de la capitulation de cette ville. 
De retour en France en juin 1814, le roi Louis XVIII, le fait chevalier de Saint-Louis le 8 juillet 1814. Démissionnaire du service français avec le grade de lieutenant-général le 6 septembre 1814, il rejoint l’armée néerlandaise le 15 septembre suivant. Il est confirmé dans le grade de général de division le 18 septembre 1814, et est employé comme inspecteur général de cavalerie. Il commande la cavalerie de réserve hollandaise pendant la campagne des cent-jours. Il reçoit enfin le commandement militaire de Namur. 
Il meurt le 9 août 1818 à Namur. 

## Sources
- (en) « Generals Who Served in the French Army during the Period 1789 - 1814: Eberle to Exelmans »
- Thierry Pouliquen, « Les généraux français et étrangers ayant servis [sic] dans la Grande Armée » (consulté le 19 octobre 2013)
- « Cote LH/914/56 », base Léonore, ministère français de la Culture
- A. Lievyns, Jean Maurice Verdot, Pierre Bégat, Fastes de la Légion-d'honneur, biographie de tous les décorés accompagnée de l'histoire législative et réglementaire de l'ordre, Tome 5, Bureau de l’administration, 1844, 575 p. (lire en ligne), p. 250.

- Ressource relative à la vie publique :   - base Léonore
- Notices d'autorité :   - VIAF
  - GND